# ヨーク級重巡洋艦
| ヨーク級重巡洋艦 | ヨーク級重巡洋艦 |
| ---------------- | --- |
| 「ヨーク」       | |
| 「エクセター」   | |
| 艦級概観         | |
| 艦種             | 重巡洋艦 |
| 艦名             | 地名 |
| 前級             | カウンティ級 |
| 次級             | サリー級（計画のみ） |
| 性能諸元         | |
| 排水量           | 基準／満載 ヨーク：8,250 トン／10,350 トン エクセター：8,390 トン／10,410 トン |
| 全長             | 175.25 m（575ft） |
| 水線長           | 164.6 m（540ft） |
| 全幅             | ヨーク：17.58 m（57ft） エクセター：17.67 m（58ft） |
| 吃水             | 6.17 m（17ft） |
| 機関             | アドミラリティ式重油専焼三胴型水管缶8基 パーソンズ式ギヤードタービン 4基4軸推進 |
| 最大出力         | 80,000shp |
| 最大速力         | 32.25 ノット（満載時、30 ノット） |
| 航続距離         | 14 ノット / 10,000 海里 |
| 燃料             | 重油：1,900 トン |
| 乗員             | ヨーク：623名 エクセター：630名 |
| 兵装             | 竣工時：Mark VIII 20.3cm（50口径）連装砲3基6門 Mk.V 10.2cm（45口径）単装高角砲4基4門 4cm（39口径）単装ポンポン砲2基2門 Mk.III 12.7mm（50口径）単装機銃8基8門 53.3cm魚雷発射管3連装2基                                                                    |
| 装甲             | 舷側：>76mm（機関部・水線部） 水線下隔壁：25mm～51mm 機関部：6mm～35mm 弾薬庫 ヨーク：64mm～102mm エクセター：64mm～120mm 艦橋：25mm 主砲塔：25mm（前盾・側盾・後盾・天蓋） 主砲バーベット：25mm（甲板上）、12mm（艦内） 揚弾室：25mm 舵機室：15mm～25mm |
| 航空兵装         | ヨーク：旋回式カタパルト 1基 （フェアリー シーフォックス） エクセター：固定式カタパルト 2基（フェアリー シーフォックス。後にスーパーマリン ウォーラス）                                                                                                  |

ヨーク級重巡洋艦（York class heavy cruiser）はイギリス海軍が建造した重巡洋艦である。

## 概要
1922年に締結されたワシントン条約の制限下、1920年代後半に建造された条約型巡洋艦。しばしば前級のカウンティ級の一部と見なされることもあるが、ヨーク級はカウンティ級よりも装甲が強化され、代償として砲塔は1基少ない3基のみであった。5隻の建造が計画されていたが、ヨークとエクセターの2隻が建造された。ロンドン条約の締結後に重巡洋艦へ類別が変更された。
イギリス海軍は第一次世界大戦の影響で予算に乏しかったため、ワシントン条約で定められた一万トン内で可能な限りの大きさで建造されたケント級（Kent class）ロンドン級（London class）ノーフォーク級（Norfolk class）などのカウンティ級重巡洋艦群よりも、小ぶりで安価な重巡洋艦が必要であった。当時、他国の海軍でも予算の面で難があった場合は武装と装甲、または速度の性能に目をつぶって設計されていた。このうち、イギリス海軍は前者を選び、X砲塔（3番砲塔）を取り除いて8インチ砲を6門に減じた。全長を15m（50フィート）、全幅を2.7m（9フィート）縮小したが、速度性能を維持するため機関を縮小できず前級のままとし、乗組員50名を減じた。その結果、ヨークは排水量を1,750トン軽減することに成功したものの、費用は250,000ポンド、10%の節約にしかならず、攻防力バランスのとれた艦であったが、非経済的な巡洋艦だった。
本級以後、イギリス海軍は質より量を優先し、重巡洋艦の建造を断念して軽巡洋艦の量産配備に専念することとなった。

## 艦形
前級までの1万トン台の船体形状は艦首から艦尾まで水面からの乾舷までが高い平甲板型船体であったが、本給では艦首のみ高い短船首楼型船体となっていた。これは凌波性を保ちつつ建造費を安価にすべく鋼材を節約する工夫であった。水線部ではイギリス条約型重巡洋艦の流れを汲む典型的なは船体長を長くとり、船体の幅を抑え水の抵抗を少ない船体形状で少ない機関出力でも高速を出しやすい形状であった。
垂直に切り立った艦首から艦首甲板上に20.3cm砲を収めた連装式の主砲塔が背負い式配置で2基、2番主砲塔の基部から上部構造物が始まり、その上に塔型艦橋が立つが、「ヨーク」は設計当初に2番主砲塔にカタパルトを配置し、航空指揮のために艦橋と1番煙突を交差させる独創的な設計であったが、結局は砲塔の強度面で廃止となり、その名残で艦橋が細長くなってしまった。一方、「エクセター」の艦橋の形状は低くなり、前後に伸ばしてスペースを広く取る設計となった。艦橋の背後に簡素な単脚式のマストと2本煙突が立つが1番煙突の方が太い。これは、ヨークの艦橋構造の影響で前級では3本あった煙突のうち1番・2番煙突を統合したために1番煙突のみ太い2本煙突となった。これにより艦橋から煙突の距離が開いたために排煙による煤煙問題に良好な結果をもたらした。煙突の周囲は艦載艇置き場となっており、片舷に1基ずつ計2基のクレーンにより2番煙突の後方に配置した水上機施設と艦載艇は運用された。水上機施設の後方に単脚式のマストが1本立つ。前後のマストと煙突はヨークは後方に傾斜した形状となっていたが、これは傾き具合により敵艦に進行方向を察知されるためにエクセターではマストと煙突は直立した形状に直された。後部甲板上に後向きに20.3cm連装砲塔が1基配置された。高角砲の配置は水上機施設の邪魔とならないように艦橋と煙突の間の53.3cm三連装魚雷発射管の上に10.2cm高角砲を単装砲架で片舷2基ずつ計4基を配置し、エクセターは後に10.2cm連装高角砲4基に換装した。
ヨークは2本煙突の後部、艦中央部に回転式カタパルトを装備した。エクセターは同じ位置に固定式のカタパルトを二基装備し、艦の前方に射出が可能であった。回収用のクレーンが右舷に装備され、一機の搭載機を運ぶことが可能であった。当初はフェアリー・シーフォックスが搭載され、エクセターでは後にスーパーマリン ウォーラスに変更された。

## 兵装

### 主砲
主砲は新設計の「Mark VIII 20.3cm（50口径）砲」である。特徴としてはその性能は同世代の連合側では極めて軽い116.1kgの砲弾を仰角45度で28,030mという射程を得ている。砲塔は新型の「Mark II」型で20.3cmに70度の仰角を与えて高角砲の替わりにしようとしたが、1929年まで故障が続発した上に追従能力が低く、机上の空論であった失敗を踏まえて俯仰速度を毎秒4度、最大仰角は50度にまで下げて対空射撃用の揚弾筒は設置しないものに改設計して砲塔の軽量化を図った新型砲塔で俯仰能力は仰角50度・俯角3度である。旋回角度は単体首尾線方向を0度として左右150度の旋回角度を持つ。発射速度は毎分6発であるが実用速度は3発程度であった。

### 備砲、魚雷兵装
高角砲は「Mark V 10.2cm（45口径）高角砲」を引き続き採用している。14.6kgの砲弾を仰角44度で15,020m、最大仰角80度で9,450mの高度まで到達できた。単装砲架は左右方向に180度旋回でき、俯仰は仰角80度、俯角5度で発射速度は毎分10～15発だった。これを単装砲架で4門を搭載したが後に主砲が対空砲として有用ではないと解ってから連装砲架で4基8門に増備した。
他に近接攻撃用に4cm（39口径）ポンポン砲を「ヨーク」は単装砲架で2基、「エクセター」は単装砲架で4基
であったが後に同八連装砲2基に強化された。主砲では手に負えない相手への対抗として53.3cm魚雷発射管を四連装で片舷1基ずつ計2基装備した。しかし、本級特有の高い艦舷から海面へ射出される「Mark V魚雷」は海面によりしたたかに側面を打つことになり、強度不足により破砕するという事故が多発し、側面を強化した新型魚雷「Mark VII魚雷」が配備されるまで本級の魚雷兵装は有効でなかった。

## 防御
前級までのカウンティ級と比較すると、艦形が小さくなったため防御面は改善された。装甲帯は他の列強重巡と比しても遜色のない76mmの厚さで上下2m（8フィート）の高さを覆っていたが、ヨーク級では砲塔の削減により弾薬庫（バイタルパート）の長さは縮小されたにも拘らず、その範囲は機関区だけであった。
弾薬庫は艦中央部にあったものが艦前方および後方に分散配置され、「ボックス・シタデル(箱砲郭)」で守られた。10.2cm副砲兼高角砲は弾薬庫の移動に合わせて、容易に給弾できるよう前方に移動した。ラプラタ沖海戦ではこの強化された増設装甲帯がエクセターを助けたと考えられている。

## 機関
第一次大戦後にイギリス海軍では主機関の型式統一が成され、ボイラーはアドミラリティ三胴式重油専焼水管缶、タービン機関はパーソンズ式オール・ギヤードタービンのみが採用されるにいたった。本級は同アドミラリティ三胴式重油専焼水管缶8基とパーソンズ式オール・ギヤードタービン4基4軸を組み合わせて最大出力80,000shp、最大速力32.5ノットを発揮した。

## 同型艦
- ヨーク
- エクセター